# Психоорганічний синдром
Психоорганічний синдром — психічна неспроможність зі значним зниженням пам'яті, усвідомлення, послаблення волі й афективної стійкості, зниження працездатності та хронічного надмірного виснаження, перевтоми. Психопатологічні симптоми нерідко поєднуються з гіперестезією шкіри (підвищена чутливість шкіри), органічними ураженнями головного мозку.